# 毛玉の定理

零点が一個の2次元球面上のベクトル場のアニメーション。

毛玉の定理（けだまのていり、英:The hairy ball theorem）とは代数的位相幾何学において 偶数次元の超球面上の連続なベクトル場は必ず零点をもつという定理である。髪の毛定理、ヨーロッパでは、ハリネズミの定理と呼ばれることもある。

## 概要
毛玉の定理は2次元球面において{\displaystyle f}を{\displaystyle f(p)}が球面に接する全ての点{\displaystyle p}に{\displaystyle \mathbb {R} ^{3}}のベクトルを割り当てる連続関数であるとき少なくとも1つ{\displaystyle f(p)=0}となる点{\displaystyle p}が存在するという定理。

## 発見
この定理は初めにアンリ・ポアンカレによって1885年に2次元球面において成り立つことを証明され、その後1912年にライツェン・エヒベルトゥス・ヤン・ブラウワーによってより高い偶数次元の球面に拡張された。

## ポアンカレ・ホップの定理との関係
ポアンカレ・ホップの定理より、2次元球面はオイラー標数が2であるため、球面上のすべての零点がもつ特異点の指数（インデックス）の和は2にならなければならないことが示される。ゆえに2次元球面上には少なくとも1つの零点をもつことになる。次にトーラスの場合、オイラー標数は0となる。ゆえに、トーラスは零点をもたなくてもよいということが示される。これらのことからオイラー標数が0でない2次元多様体上の連続なベクトル場は必ず零点をもつことが示される。

## 現実での活用例
地球を2次元球面、連続のベクトル場を風とすると、この定理から地球上に少なくとも一つ必ず無風の場所ができることになる。